# Gudbrandsdalen
Gudbrandsdalen er en af de store dale i Østlandet i Norge og ligger mellem Valdres i vest og Østerdalen i øst. Hele Gudbrandsdalen ligger i Innlandet (tidligere Oppland) fylke og strækker sig 230 kilometer fra Lillehammer ved Mjøsa, 124 meter over havet, op til Lesjaskogsvatnet, 612 meter over havet. Elven Gudbrandsdalslågen løber gennem hele dalen.
Gudbrandsdalen, set som et distrikt medregner også Ottadalen og Gausdal består af tolv kommuner med til sammen 71.037 indbyggere (1. januar 2015) og et samlet areal på 15 342 km². De tre byer i Gudbrandsdalen er Otta, Lillehammer og Vinstra.
Kommunerne er Lesja, Dovre, Skjåk, Lom, Vågå, Sel, Nord-Fron, Sør-Fron, Ringebu, Øyer, Gausdal og Lillehammer.

## Tidslinje
- 1015 – Gudbrandsdalen nævnes i Heimskringla, blandt andet ved kristningen af Dale-Gudbrand.
- 1349-50 – Befolkningen halveres under Den sorte død.
- 1537 – Som følge af reformationen tager kongen kontrol over kirkegodset. Kronen bliver derved den største godsejer i Gudbrandsdalen.
- 1612 – En skotsk lejehær under kaptajn George Sinclair bliver stoppet af lokalbefolkningen i slaget ved Kringen.
- 1670-1725 – Det meste krongods sælges fra, hvilket giver grundlag for en ny lokal overklasse.

## Fjeldområder omkring Gudbrandsdalen
- Jotunheimen
- Rondane
- Dovre
- Huldreheimen

### Skisportssteder i Gudbrandsdalen
- Gålå
- Kvitfjell
- Skeikampen
- Hafjell

61°06′N 10°24′Ø / 61.1°N 10.4°Ø